# Antoniuskapelle (Korschenbroich)

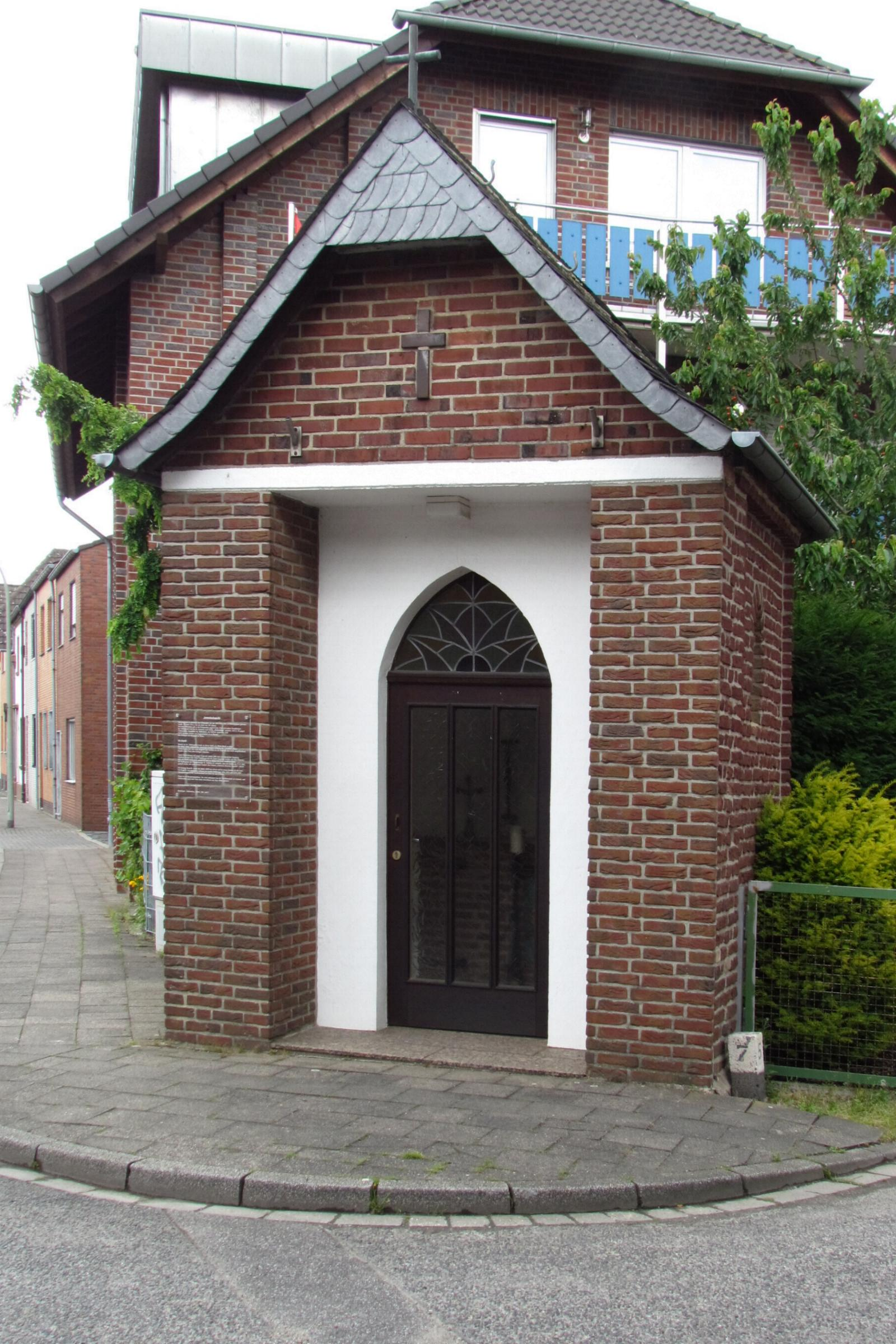
Antoniuskapelle

Die Antoniuskapelle steht in Korschenbroich im Rhein-Kreis Neuss (Nordrhein-Westfalen), Herrenshoffer Straße 34.
Das Gebäude wurde 1636 erbaut. Es wurde unter Nr. 012 am 21. August 1985 in die Liste der Baudenkmäler in Korschenbroich eingetragen.

## Architektur
Die kleine Backsteinkapelle mit tiefer Spitzbogennische und Krüppelwalmdach. Die Front ist verputzt.

## Geschichte
Die Kapelle wurde im Jahr 1636 während des Dreißigjährigen Krieges im Dank für den Schutz vor einer Seuche erbaut und dem heiligen Antonius geweiht. Erneuerungen, teilweise mit Veränderung der Außenmaße, fanden 1850 und 1982 statt.
In den beiden Weltkriegen wurde die Kapelle für Versammlungen der Nachbarschaft der damaligen Schloßstraße genutzt.
Eine alte Tradition wurde schon vor Jahren wieder aufgenommen, zum Namenstag des Patrons am 17. Januar ein Kapellenfest zu feiern.
Bei Todesfällen in der Nachbarschaft werden Andachten in der Kapelle gehalten. Die Antoniuskapelle ist eine Station des Kreuzwegs der Pfarrei St. Andreas Korschenbroich.
Die Instandhaltung der Kapelle wird von einem Kapellenverein und dem Schützenzug „St. Antonius“ in Verbindung mit den in der Nachbarschaft ansässigen Handwerkern organisiert.